# Stade des Charmilles
Le stade des Charmilles (anciennement Parc des Sports) était un stade à multi-usage de Genève en Suisse. 
Sa capacité lors de son inauguration le 20 juin 1930 était de 9 300 spectateurs. Construit à l'occasion de l'organisation de la Coupe des Nations, il était le plus souvent utilisé pour accueillir des matchs de football et le Servette FC y a joué ses matchs à domicile jusqu'en décembre 2002. Dans l'optique de la Coupe du monde de football de 1954, la capacité du stade des Charmilles fut portée à 30 000 places, les Charmilles ont alors accueilli 5 rencontres, dont un quart de finale. 

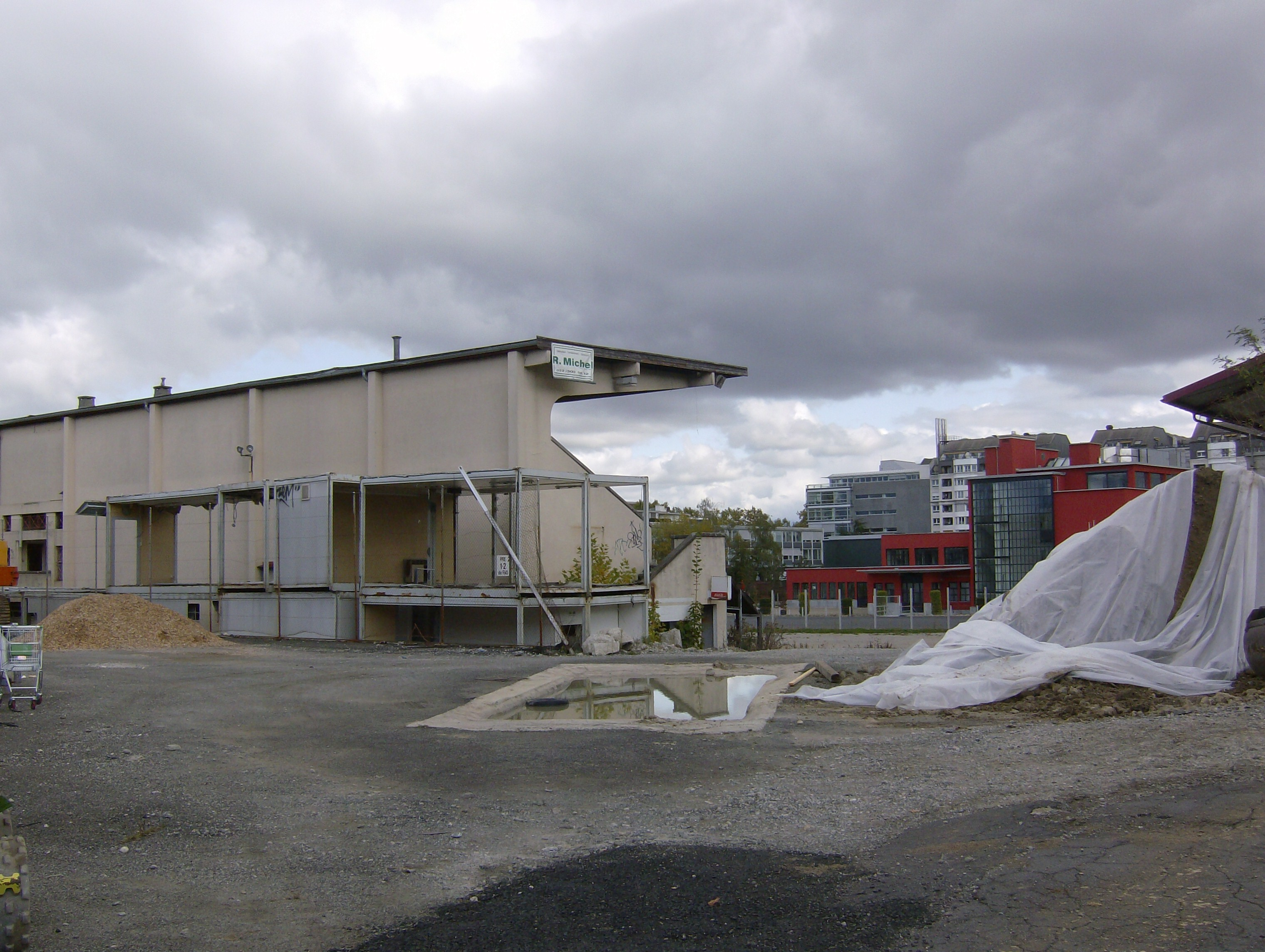
Le stade des Charmilles laissé à l'abandon, photographié ici en 2008.

En raison de la faible capacité du stade (9 250 places assises) et de sa vétusté, le Servette FC décide de déménager et de jouer ses matchs dans un nouveau stade, le stade de Genève, à partir de janvier 2003. 
Laissé par la suite à l'abandon pendant neuf ans, le stade des Charmilles est totalement rasé dès novembre 2011, pour laisser place à l'horizon 2014 à un parc public et à des logements.